# Vindornyafok
Vindornyafok is een plaats (község) en gemeente in het Hongaarse comitaat Zala. Vindornyafok telt 129 inwoners (2001).